# 中山和記
中山 和記（なかやま かずき）は、日本のテレビプロデューサー、実業家。共同テレビジョン専務取締役、同社系列のバンエイト代表取締役社長などを歴任した。

## 来歴・人物
長崎県出身。早稲田大学卒業。
1975年には『時間よ、とまれ』（テレビ朝日）が、文化庁芸術祭優秀賞。その後、『金（キム）の戦争』ほか多数の賞を受賞。1995年には日本映画テレビプロデューサー協会の「エランドールプロデューサー賞」を個人賞として受賞した。

## 主な代表作

### ドラマ
- 田舎刑事　時間よ、とまれ（1977年、テレビ朝日）
- 田舎刑事　旅路の果て（1978年　テレビ朝日）
- 東京メグレ警視シリーズ（1978年、朝日放送）
- チェックメイト78（1978年、朝日放送）
- 田舎刑事　まぼろしの特攻隊（1978年　テレビ朝日）
- 天皇の料理番（1980年、TBS）
- ライオン奥様劇場 へばちゃんの台所（1983年、フジテレビ）
- ニッセイファミリースペシャル 二十歳の時（1986年、フジテレビ
- 金曜女のドラマスペシャル・終戦記念日特集 日本の夏（1987年、フジテレビ）
- ザ・ドラマチックナイト 女医・若宮由紀の犯罪（1987年、フジテレビ）
- 立体ドラマ5時間 1987年の大晦日（1987年、フジテレビ）
- ニューヨーク恋物語（1988年、フジテレビ）
- さよなら李香蘭（1988年、フジテレビ）
- 男と女のミステリー 街（1989 - 1991年、フジテレビ）
- 過ぎし日のセレナーデ（1989 - 1990年、フジテレビ）
- ヴァンサンカン・結婚（1991年、フジテレビ）
- 実録犯罪史シリーズ 金（キム）の戦争（1991年、フジテレビ）
- ジュニア・愛の関係（1992年フジテレビ）
- 29歳のクリスマス（1994年、フジテレビ）
- チョコレート革命（1998年、NHK）
- 愛の劇場 39歳の秋（1998年、TBS）
- そして、友だち（2000年、テレビ朝日）
- Fighting Girl（2001年、フジテレビ）
- 実録 福田和子（2002年、フジテレビ）
- 松本清張 黒革の手帖（2004年、テレビ朝日）
- 警部補・元山純平〜オルゴール連続殺人事件〜（2011年、フジテレビ）
- 命ある限り戦え、そして生き抜くんだ（2014年、フジテレビ）
- 逃げる女（2016年、NHK）

### ドキュメンタリー
- 天皇の世紀 第2部（1973年、朝日放送・国際放映）

### 映画
- 県庁の星（2006年、東宝）
- ラストラブ（2007年、松竹）

### 舞台
- マヌエラ（1999年）
- 林檎の木（2001年）

## 著書
- 『ワイルドサイド』春日出版、2008年3月。ISBN 978-4863210196。